# کاروترزویل (میزوری)
کاروترزویل (به انگلیسی: Caruthersville) یک شهر در ایالات متحده آمریکا است که در شهرستان پمیسکات، میزوری واقع شده‌است. کاروترزویل ۱۳٫۵۷ کیلومتر مربع مساحت و ۶٬۱۶۸ نفر جمعیت دارد و ۸۴ متر بالاتر از سطح دریا واقع شده‌است.